# Fire & Ice
 Fire & Ice   é o sexto álbum do guitarrista de metal neoclássico Yngwie J. Malmsteen.

## Faixas
| N.º | Título                                                 | Compositor(es)    | Duração |  |
| 1.  | "Perpetual"                                            | Malmsteen         | 04:14   |  |
| 2.  | "Dragonfly"                                            | Malmsteem & Edman | 04:49   |  |
| 3.  | "Teaser"                                               | Malmsteem & Edman | 03:29   |  |
| 4.  | "How Many Miles to Babylon"                            | Malmsteem & Edman | 06:10   |  |
| 5.  | "Cry No More" (contem arranjos de "Badinerie" de Bach) | Malmsteem & Edman | 05:17   |  |
| 6.  | "No Mercy"                                             | Malmsteen         | 05:32   |  |
| 7.  | "C'est la Vie"                                         | Malmsteem & Edman | 05:19   |  |
| 8.  | "Leviathan"                                            | Malmsteen         | 04:24   |  |
| 9.  | "Fire and Ice"                                         | Malmsteen         | 04:31   |  |
| 10. | "Forever Is a Long Time"                               | Malmsteem & Edman | 04:31   |  |
| 11. | "I'm My Own Enemy"                                     | Malmsteem & Edman | 06:09   |  |
| 12. | "All I Want Is Everything"                             | Malmsteem & Edman | 04:02   |  |
| 13. | "Golden Dawn"                                          | Malmsteen         | 01:28   |  |
| 14. | "Final Curtain"                                        | Malmsteen         | 04:46   |  |
| 15. | "Broken Glass" (faixa bônus)                           | Malmsteen         | 04:04   |  |

## Créditos
- Yngwie Malmsteen  — Guitarras
- Göran Edman  — Vocal
- Suante Henryson  — Baixo
- Mats Olausson  — teclado
- Bo Werner  — bateria
- Michael Von Knorring  — bateria na faixa 8

## Performance nas paradas
| Ano  | Parada musical        | Posição |
| ---- | --------------------- | ------- |
| 1992 | Japanese albums chart | 1       |
| 1992 | Billboard Heatseekers | 2       |
| 1992 | Swedish albums chart  | 11      |
| 1992 | Swiss albums chart    | 30      |
| 1992 | Dutch albums chart    | 89      |
| 1992 | Billboard 200         | 121     |